# Källtjärnen (Svegs socken, Härjedalen)
Källtjärnen är en sjö i Härjedalens kommun i Härjedalen och ingår i Ljusnans huvudavrinningsområde.